# Amerzgane
Amerzgane (franska: Amerzgane (CR), Amerzgane (Commune Rurale), arabiska: أيت زينب) är en kommun i Marocko.   Den ligger i provinsen Ouarzazate och regionen Drâa-Tafilalet, i den centrala delen av landet, 300 km söder om huvudstaden Rabat. Antalet invånare är 7 593.